# Минамото-но Тамэтомо
Минамото-но Тамэтомо (яп. 源 為朝, род. 1139 г. — ум. 1170 г.) — японский военачальник, аристократ из рода Минамото, сын Минамото-но Тамэёси. Участник смуты Хогэн в 1156 году.

## Биография
Во время восстания Хогэн Минамото-но Тамэтомо вместе со своим отцом защищал замок Сиракава-дэн, который пытались захватить отряды во главе с его братом, Минамото-но Ёситомо, и главой рода Тайра, Тайрой-но Киёмори. После того, как нападавшие подожгли крепость и оборонять её уже не стало возможным, Тамэтомо сумел бежать с некоторыми из своих воинов. После поражения восстания он был сослан на остров Осима, один из островов архипелага Идзу.
Согласно исторической традиции, сложившейся на островах Рюкю, местные предания говорят о том, что Минамото-но Тамэтомо сумел добраться до Окинавы, где стал отцом первого короля Сюнтэна, предком-основателем местной королевской династии и королевства Тюдзан. Об этом рассказывается в первой исторической хронике Рюкю «Тюдзан сэйкан», написанной Сё Сёкэном. Тем не менее большинством исследователей эта версия представляется маловероятной и, по всей видимости, призвана была служить укреплению политических и идеологических связей между Японией и Рюкю после присоединения этих островов к Японии.
В японских хрониках Тамэтомо изображается феноменальным гигантом ростом в 210 см, бесстрашным героем и великолепным стрелком из лука. Легенда гласит, что натянуть последний могли лишь три сильных воина. Согласно другому преданию, Тамэтомо сумел одним выстрелом потопить целый корабль клана Тайра, пробив ему стрелой днище ниже ватерлинии. 
В 1170 году, когда вновь вспыхнул конфликт между родами Тайра и Минамото, Тамэтомо был окружён воинами Тайра на небольшом острове и покончил жизнь самоубийством. Это первый из исторически подтверждённых случаев совершения воином сэппуку.